# Satus
Satus is een plaats (census-designated place) in de Amerikaanse staat Washington, en valt bestuurlijk gezien onder Yakima County.

## Demografie
Bij de volkstelling in 2000 werd het aantal inwoners vastgesteld op 746.

## Geografie
Volgens het United States Census Bureau beslaat de plaats een oppervlakte van
179,5 km², waarvan 177,7 km² land en 1,8 km² water.

## Plaatsen in de nabije omgeving
De onderstaande figuur toont nabijgelegen plaatsen in een straal van 24 km rond Satus.